# 瑪爾庫斯·維普撒尼烏斯·阿格里帕

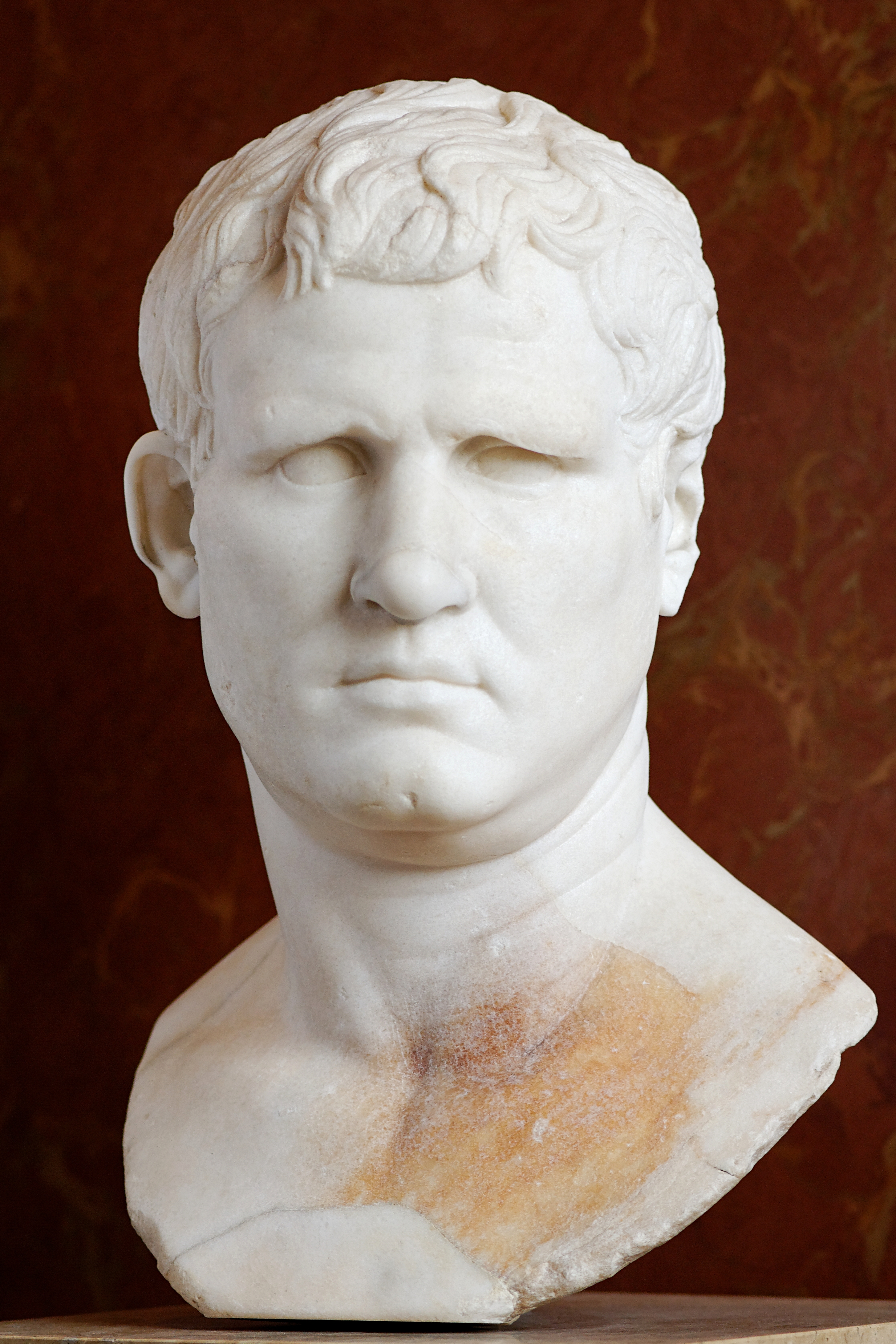
羅浮宮收藏的阿格里帕石膏像

瑪爾庫斯·維普撒尼烏斯·阿格里帕（拉丁語：Marcus Vipsanius Agrippa，前63年—前12年），古羅馬政治家與軍人，屋大維（未來的凱撒·奧古斯都）的密友、女婿與大臣。屋大維大多數軍事上的勝利都要歸功於他。其中最著名的是對马克·安东尼與克麗歐佩特拉七世的亚克兴海战。

## 早年
阿格里帕身世平凡，出生在羅馬的郊外。他與屋大維同年生，自小就是親密的玩伴。他倆在前45年的蒙達之役時都是该尤斯·尤利乌斯·恺撒手下的騎兵軍官。役後回到羅馬，恺撒宣布屋大維為他的法定繼承人。因為元老院的派系鬥爭愈演愈烈，恺撒把他們送到阿波羅尼亞（Apollonia）的馬其頓軍團見習。一同去的還有凱撒另一個朋友的兒子蓋烏斯·梅塞納斯。
由於恺撒的促成，三人在外省結下了深厚的友誼。阿格里帕很快受到了馬其頓軍團的歡迎，軍官們對他驚人的領導才能印象深刻。他還學習了建築學，日後對他的事業大有幫助的技能。凱撒在前44年被刺死的消息傳到阿波羅尼亞後，由於他和梅塞納斯的建議，屋大維即刻啟程返回羅馬。

## 崛起
回到羅馬後，三人意識到他們需要軍團的支持。阿格里帕返回希臘掌握馬其頓軍團（最重要的是馬其頓第四軍團）再進軍羅馬。得到自己的軍隊後，屋大維與馬克·安東尼及李必达結成后三头同盟共同對付謀殺凱撒者。腓立比之役阿格里帕是屋大維與安東尼最倚重的將領。
凱旋後，屋大維又遣阿格里帕與卢修斯·安东尼及富尔维娅·安东尼娅（馬克·安東尼之弟及妻）作戰（前41年）。公元前40年，攻打波斯並告捷。兩年後，他又鎮壓了高卢的阿基坦人的叛亂，並渡過莱茵河平息日耳曼部落的騷擾。班師回京，他谢绝了凱旋禮（triumphum，又稱閱兵式），不过接受了他的第一个执政官职：前37年执政官。
此时塞克斯图斯·龐培乌斯已控制了意大利沿岸的海域。阿格里帕開鑿了一條運河把卢克里努斯湖和海洋連成一體，形成一個外港，又把阿佛纳斯湖（Avernus）和卢克里努斯湖連成一體，形成一個内港，於是為自己的艦隊提供了安全的庇護所。在這段時間，阿格里帕與庞波尼亚成婚（西塞罗朋友提图斯·庞波尼乌斯·阿提库斯的女兒）。
屋大維試圖自己指揮奪取塞克斯图斯控制的西西里，但在前37年的墨西拿海戰失敗，前36年的8月又敗。阿格里帕被遣與塞克斯图斯·龐培乌斯作戰。直至水師練成，阿格里帕方始出戰。在前36年他獲得米拉伊與瑙乔洛兩場大捷，一月之内擊潰了塞克斯图斯·龐培乌斯的水師。由此，阿格里帕躋身羅馬海軍名將之列。

## 公務生涯

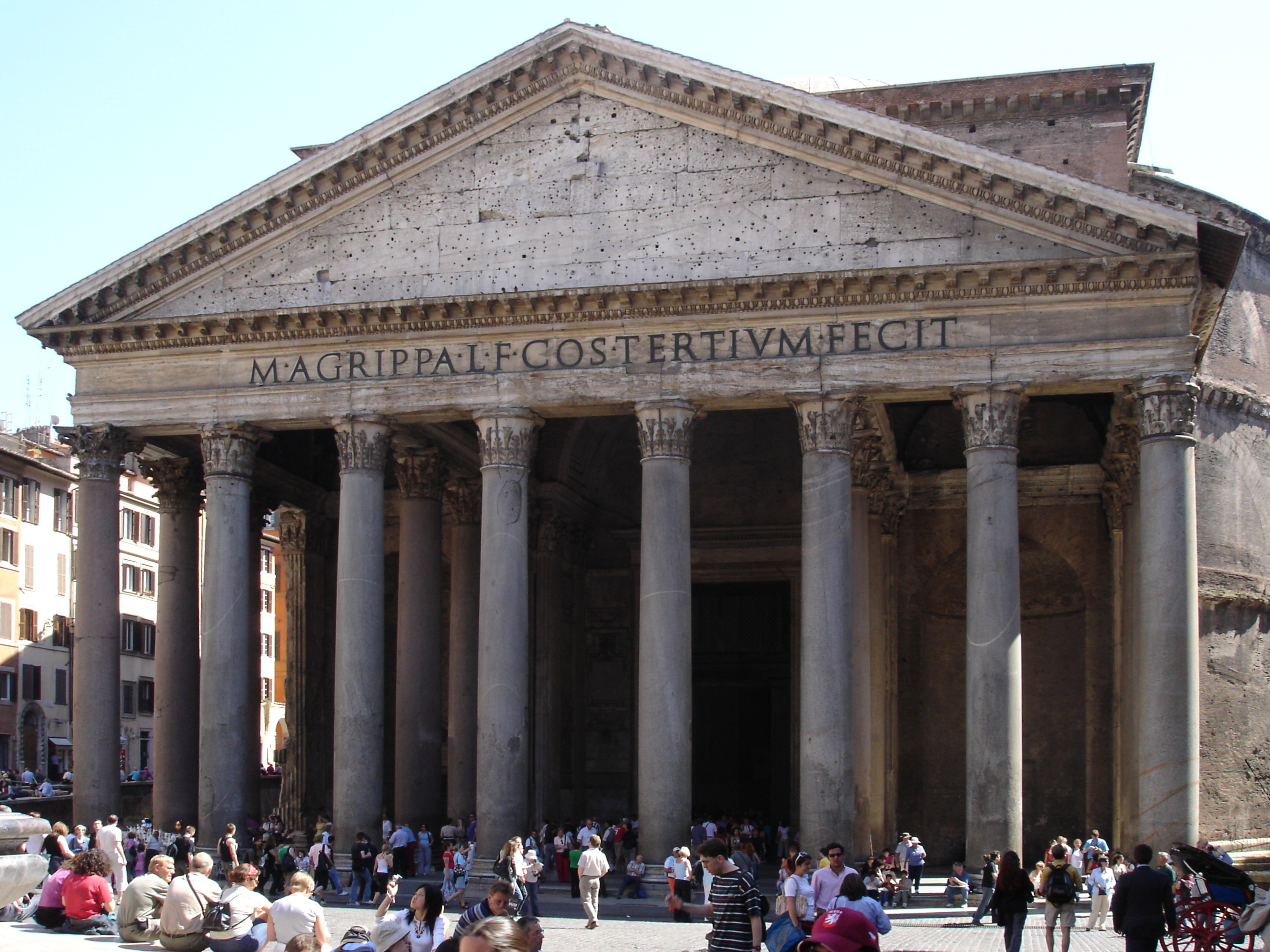
皇帝哈德良用阿格里帕的設計建造了他自己的万神庙，有銘：M·AGRIPPA·L·F·COS·TERTIVM·FECIT，即“馬克·阿格里帕，卢修斯之子，在他的第三個執政官任期建造”。

前33年，他當選市政官（aedilis）。他的建築知識派上了很大用場。他在任内最著名的政績是大大改善了羅馬城的市容：修復與建造輸水道（aqueductum）、擴大與清理大下水道、建築浴室與廊柱以及規劃花園。他還鼓勵藝術品的公共展覽。屋大維成爲奧古斯都後曾贊譽：“交給他一座磚城，他留給我們一座大理石的。” 
前31年，阿格里帕再次被召統領艦隊加入與馬克·安東尼及克麗歐佩特拉七世的戰爭。使屋大維成爲羅馬與帝國主人的亚克兴海战，主要歸功阿格里帕。作爲感激的表示，在前28年，屋大維促成了姪女克劳迪娅·马塞拉·马约拉與阿格里帕的婚事。同年，阿格里帕與屋大維共任執政官（阿格里帕的第二個执政官职）。在前27年，阿格里帕與屋大維再次共任執政官。是年，元老院授屋大維皇帝稱號奧古斯都。
爲了紀念亚克兴海战，阿格里帕建造了日後被稱為万神庙（Pantheon）的建築（80年被毀）。皇帝哈德良用阿格里帕的設計建造了他自己的萬神廟（留存至今，有銘：M·AGRIPPA·L·F·COS·TERTIVM·FECIT，即“馬克·阿格里帕，盧修斯之子，在他的第三個執政官任期建造”）。阿格里帕第三個執政官任期的次年，阿格里帕赴高卢，改革外省的行政和稅收制度，並建設了有效的公路與輸水道系統。

## 晚年
传闻由于馬塞盧斯的嫉妒，阿格里帕和奧古斯都的友誼似乎蒙上了陰影。这可能是因为莉薇婭，奧古斯都的第三任妻子，出于害怕阿格里帕對她丈夫的影響力所以助长了他们之间的矛盾。阿格里帕被要求離開羅馬去敘利亞任總督──一種體面的流放。不過实际上總督權是派副手代行的，而阿格里帕本人留在了列斯伏斯島。翌年，馬塞盧斯去世，阿格里帕被重召回羅馬。奧古斯都需要阿格里帕的友誼與幫助。
據説梅塞納斯建議奧古斯都把女兒嫁給阿格里帕，使他們的關係更爲密切。于是奧古斯都让阿格里帕與马塞拉離婚並在前21年将他女兒大茱莉亞（瑪爾凱路斯的遺孀，以她的美麗、才能和放蕩而著稱）许配给他。前19年，阿格里帕被派往西班牙鎮壓坎塔布连（Cantabrian）叛亂。前17年，阿格里帕第二次任敘利亞總督。在任内，他的公正審慎的治理贏得了外省人尤其是希伯来人的尊敬與好感。在任内阿格里帕還恢復了羅馬對辛梅里安-切尔松（今克里米亚）的統治。
阿格里帕最後的公職是他開始了羅馬對上多瑙河地區的征服。前13年該地區成了羅馬的潘诺尼亚省。前12年12月阿格里帕卒於坎帕尼亚，年五十一。他的遺腹子，馬克·維普撒尼烏斯·阿格里帕·波斯圖姆斯（遺腹子），被冠以這個榮耀的名字。奧古斯都厚葬阿格里帕，為之連月哀悼。奧古斯都親自監督他的孩子們的教育，甚至收養了蓋烏斯·凱撒和路奇烏斯·凱撒。因爲奧古斯都未及收養他的遺腹子，所以他的老友能有一個兒子繼承家族的姓氏。虽然阿格里帕为自己建了一座坟墓，但奥古斯都还是把阿格里帕的遗体放在了自己的陵墓里。

## 瑣事
羅浮宮收藏的阿格里帕的石膏像經常被用來當作鉛筆素描的練習。
1. ↑  .   [2021-05-20]. （原始内容存档于2022-09-25）.